# 서사하라의 국기

서사하라의 국기 비율 1:2

서사하라 국기 뒷면

서사하라의 국기(혹은 사하라 아랍 민주 공화국의 국기)는 1976년 2월 27일에 제정되었으며 현재의 국기는 1991년 6월에 일부를 약간 수정한 국기이다. 서사하라의 국기는 폴리사리오 전선의 기를 바탕으로 한 것이다.
범아랍색인 검은색, 하얀색, 초록색으로 구성된 세 가지 색의 가로 줄무늬 바탕에 깃대 쪽으로 빨간색 삼각형이 그려져 있으며 하얀색 가로 줄무늬 가운데에는 이슬람교의 상징인 빨간색 초승달과 별이 그려져 있다. 중앙의 초승달과 별을 없애면 팔레스타인 자치 정부의 국기와 같아지게 된다.
서사하라가 독립할 경우, 국기의 초록색과 검은색의 위치가 바뀌게 된다는 제안이 있었다.

## 같이 보기
- 모로코의 국기
- 팔레스타인의 국기
- 요르단의 국기